# 키 (프로게이머)
키(본명: 김한기, 1997년 6월 20일~)는 대한민국의 전직 리그 오브 레전드 프로게이머 출신으로, 현재는 프로게임단의 지도자(코치)로 활동하고 있다. 선수 시절 아이디는 Key이며 포지션은 서포터였다. 현재 한화생명 e스포츠의 코치를 맡고 있다.

## 선수 시절
2015년 1월, 제닉스 모즈룩에 입단하면서 프로 커리어를 시작했다. 서머 시즌 챌린저스 리그 1에서 팀의 준우승에 기여했다. 하지만 승격에는 실패했다.
이후 에너지 페이스메이커.캐리스에 입단했다.
2015년 8월, ESC 에버에 입단했다. 스프링 시즌 팀의 승강전 진출에 기여했다. 승강전에서 좋은 모습을 보여주면서 팀의 승격에 기여했다. 서머 시즌에서는 좋은 모습을 보여주었지만 팀의 승강전 행을 막지는 못했다. 그래도 팀은 잔류에 성공했다.
2017 시즌을 앞두고 락스 타이거즈에 입단했다. 스프링 시즌에서는 기복이 있는 모습을 보여주면서 좋지 못한 모습을 보여주었다. 서머 시즌에서는 폼이 오른 모습을 보여주었다.
2018 스프링 시즌에서도 좋은 모습을 이어나갔다. 서머 시즌에서는 초반 좋은 모습을 보여주었으나 서머 2라운드부터는 팀의 부진과 함께 부진에 빠졌다. 
2019 서머 시즌에서는 좋지 못한 모습을 보여주었다. 시즌 종료 후 승강전으로 내려갔다. 승강전에서도 기복있는 모습을 보여주었지만 팀의 잔류에 기여했다.
2020시즌을 앞두고 페인 게이밍에 입단했다. 2020년 5월 26일, 팀에서 퇴단했다.

## 지도자 생활
2020년 12월 14일, 한화생명 e스포츠의 아카데미 팀 스카우트 겸 코치로 부임했다. 2022년 4월, 팀의 1군 코치로 승격되었다.

## 소속팀

### 선수
| # | 팀명                       | 소속 기간             | 소속 리그 | 비고 |
| - | -------------------------- | --------------------- | --------- | ---- |
| 1 | 제닉스 모즈룩              | 2015.01~2015.05       | CK        |      |
| 2 | 에너지 페이스메이커.캐리스 | 2015                  | LSPL      |      |
| 3 | ESC 에버                   | 2015.08~2016.11       | CK LCK    |      |
| 4 | 락스 타이거즈              | 2016.12.22~2019.10.31 | LCK       |      |
| 5 | 페인 게이밍                | 2019.12.07~2020.05.26 | CBLOL     |      |

## 수상 내역
- 리그 오브 레전드 챌린저스 코리아 스프링 2015 2차 토너먼트 준우승
- 네네치킨 리그 오브 레전드 챌린저스 코리아 서머 2015 리그 2 준우승
- 네이버 2015 LoL KeSPA컵 우승
- 네이버 2015 LoL KeSPA컵 최우수선수
- IEM 시즌 10 쾰른 우승
- IEM 시즌 10 월드 챔피언십 4강